# Ozloglašena (1946.)
Ozloglašena (eng. Notorious) je triler iz 1946. kojeg je režirao i producirao Alfred Hitchcock. Glavne uloge tumače Cary Grant i Ingrid Bergman. Film je baziran na priči koju je napisao sam Hitchcock.
Claude Rains je nominiran za Oscara za najboljeg sporednog glumca za ulogu nacističkog časnika pod pratnjom, a Ben Hecht je nominiran za Oscara za najbolji originalni scenarij.

## Radnja
Ingrid Bergman tumači ulogu Alicie Huberman, čiji otac je osuđen zbog špijunaže za naciste. Nju vladin agent T. R. Devlin (Cary Grant) poziva da zajedno infiltriraju grupu nacista koji su pobjegli u Brazil nakon Drugog svjetskog rata.
Tijekom obuke, Alicia se zaljubi u Delvina. Delvinovi osjećaji su neodređeni zbog njegovog poznavanja njezine prošlosti. Kada Delvin dobije naređenje da nagovori Aliciu da se uda za Sebastiana (Claude Rains), prijatelja njezinog oca i člana grupe, kako bi saznala što grupa smjera, on agonizira prije nego što se odluči za dužnost umjesto ljubavi. Ljuta zbog Delvinove izdaje, Alicia se uda za Sebastiana.
Alicia slučajno nabasa na plan, no ostavi trag koji njezinog supruga dovede do nje. Sada Sebastian ima problem: mora ušutkati Aliciu, no ne smije je otkriti da ne bi pobudio sumnju svojih kolega nacista. On situaciju prokomentira sa svojom majkom (Leopoldine Konstantin), koja predloži da Alicia "umre polako", postepeno, pomoću trovanja. Otrov je ubačen u njezinu kavu, te ona brzo oboli. Delvin počinje sumnjati nakon što mu ona kaže da je samo mamurna, ali pokazuje znakove snažne bolesti. Alarmiran postaje kada ona ne dođe na njihov idući sastanak. Delvin kasnije sazna za otrov, te iznese Aliciu iz Sebastianove kuće pred svima te ostavlja Sebastiana na milost i nemilost njegovih "prijatelja", koje zanima razlog Alicijinog iznenadnog odlaska. 

## Stil i teme
Kritičari su uočili "motiv pića" kroz cijeli film: na početku filma, Alicia je portretirana kao dipsomanka, tijekom cijelog filma mogu se često vidjeti boce i čaše, pri kraju filma, Alicia i T. R. otkrivaju uranij u vinskim bocama u Sebastianovom podrumu, a na samom kraju filma, Sebastian i njegova majka pokušavaju ubiti Aliciu otrovavši joj kavu. 
MacGuffin u ovom filmu bio je uranij, kojeg su redatelj Hitchcock i scenarist Hecht izabrali prije bombardiranja Japana. U svom intervjuu s Françoisom Truffautom, Hitchcock je izjavio da ga je FBI pratio nekoliko mjeseci zbog reference na uranij. U istom tom intervjuu, Hitchcock je rekao da je originalni producent filma, David O. Selznick prešao dati mu budžet za film Dvoboj na suncu (1946.), te je tako Hitchcocku prodao Hechtov scenarij, te dvoje glumaca dao RKO-u i to samo za 500,000 dolara. (Truffaut/Hitchcock, New York: Simon and Schuster, 1967.)

## Radio adaptacije
Radijska adaptacija emitirana je na Lux Radio Theateru 26. siječnja 1948. Kao i u filmu, Ingrid Bergman je igrala ulogu Alicie Huberman, dok je Joseph Cotten preuzeo Grantovu ulogu T. R. Delvina. Još jedna radijska adaptacija producirana je za The Screen Guild Theater, i opet s Ingrid Bergman, no u ovoj adaptaciji, emitiranoj 6. siječnja 1949., Delvina je tumačio John Hodiak.

## Reference u popularnoj kulturi
U epizodi Vortex iz serije Zvjezdane staze: Deep Space Nine može se vidjeti jedna posveta ovom filmu, kada je piće odneseno na sličan otrovanome kao i u filmu. Aluzija je označena u scenariju za epizodu. 

## Kameo
Kemeo nastup Alfreda Hitchcocka može se vidjeti i u ovom filmu, kao i u mnogim njegovim filmovima. Ovaj se događa tijekom velike zabave u Sebastianovoj kući. Dok Grant i Bergman prolaze kroz sobe, ispred stola sa šampanjcem stoji Hitchcock koji na brzinu popije jednu času šampanjca i odmah nestane.  

## Vanjske poveznice
- Ozloglašena u internetskoj bazi filmova IMDb-a
- Ozloglašena na Rotten Tomatoes
- Criterion Collection essay by William Rothman  Arhivirana inačica izvorne stranice od 29. rujna 2007. (Wayback Machine)
- Radio adaptacija Ozloglašene od 26. siječnja 1948. na Lux Radio Theatre; 59 minuta, s Ingrid Bergman i Josephom Cottonom (MP3)